# Jimmy Weinert
Jimmy Weinert   (Middletown, 14 d'agost de 1951) és un antic pilot professional de motocròs nord-americà que va competir als Campionats AMA entre el 1972 i el 1980. Al llarg de la seva carrera hi va obtenir 22 victòries i en va guanyar tres títols de campió (dos de motocròs i un de supercross). El 1973, Weinert va esdevenir el primer nord-americà a derrotar pilots europeus de nivell internacional durant la Trans-AMA, concretament a la cursa de Rio Bravo (Texas). Aquella victòria va marcar un punt d'inflexió que va portar al cap d'uns anys els pilots dels Estats Units a l'alçada dels europeus, els reis del motocròs en aquells moments.

## Biografia
Weinert era fill d'un concessionari de motocicletes i va començar a conduir-ne a una edat primerenca. Al començament de la seva carrera va combinar les curses de motocròs amb les de dirt track en pistes ovals, però una lesió mentre corria en aquesta segona disciplina a alta velocitat el va convèncer de concentrar-se en l'esport cada cop més popular del motocròs. Va començar a córrer-hi professionalment el 1970 amb una ČZ. El 1972 va ser subcampió darrere de Gary Jones al campionat AMA inaugural de 250cc. A finals de la temporada, Weinert, juntament amb Jones, Brad Lackey i Jim Pomeroy, va ser seleccionat per l'AMA per al primer equip nord-americà de la història a representar els Estats Units al Motocross des Nations, on acabaren en setè lloc.
Weinert va entrar a l'equip de fàbrica de Kawasaki i va guanyar el campionat AMA de 500cc el 1974. Juntament amb Brad Lackey, Jim Pomeroy i Tony DiStefano, va tornar a representar els Estats Units al Motocross des Nations d'aquell any, on acabaren en un impressionant segon lloc, el millor resultat de la història en aquells moments per a un equip nord-americà a la prova. La temporada següent va revalidar el seu títol de campió nacional de 500cc i el 1976 va guanyar el campionat AMA de supercross de 250cc.
Al campionat de supercross de 1979, Weinert va guanyar la ronda de l'Oakland Coliseum emprant-hi un pneumàtic posterior del tipus "paleta" (semblant als dels tractors). Al cap de poques setmanes, l'AMA prohibí l'ús d'aquesta mena de pneumàtics. La seva darrera victòria nacional va arribar al Supercross de Daytona de 1979. Algunes lesions persistents i una nova generació de rivals més joves, com ara Bob Hannah i Kent Howerton, van portar a Weinert a retirar-se el 1980.
El 1999, Jimmy Weinert fou incorporat a l'AMA Motorcycle Hall of Fame. Actualment, continua involucrat en l'esport del motocròs tot competint-hi en curses "vintage" i dirigint unes instal·lacions particulars d'entrenament a Maysville (Carolina del Nord).

## Palmarès
Títols per any
| Any  | Equip    | Campionat      | Classe |
| ---- | -------- | -------------- | ------ |
| 1974 | Kawasaki | AMA Motocross  | 500cc  |
| 1975 | Kawasaki | AMA Motocross  | 500cc  |
| 1976 | Kawasaki | AMA Supercross | 250cc  |